# Liste des intendants de la généralité de Limoges
La Généralité de Limoges est la circonscription des intendants du Limousin, de la Marche et de l'Angoumois, leur siège est Limoges.
Les intendants de police, justice et finances sont créés en 1635 par un édit de Louis XIII, à la demande de Richelieu pour mieux contrôler l'administration locale.

## Liste des intendants de la généralité de Limoges
Il y a eu 49 intendants entre 1588 et janvier 1790.Les premiers intendants ont été envoyés en mission d'inspection.
| Date                           | Nom |
| ------------------------------ | --- |
| 1587                           | Charles Turquant d'Aubeterre seigneur d'Aubeterre reçu le 28 mars 1573 conseiller à la cour des Aides de Paris, maître des Requêtes de l'Hôtel du roi le 14 mars 1585, envoyé intendant de justice et de police à Limoges à deux occasions. Conseiller d'État le 20 avril 1595, il est ensuite envoyé comme intendant d'armée auprès du maréchal de Brissac dans la lutte contre les Ligueurs du duc de Mercœur et les troupes espagnoles en Bretagne, entre octobre 1595 et 1598, puis intendant de justice et police en Bretagne (1598-1603). Il fait enregistrer par le parlement de Bretagne l'édit de Nantes et veille à l'application de l'édit de pacification                                                             |
| 1588                           | Méry de Vic envoyé intendant de justice et de police à Limoges |
| 1591                           | Charles Turquant d'Aubeterre envoyé pour la seconde fois intendant de justice et de police à Limoges |
| 1623                           | Denis Amelot de Chaillou ( -1655) intendant du Limousin d'Aunis et de Saintonge et de Poitou |
| 1629                           | Bazin de Bezons envoyé intendant de justice et de police à Limoges |
| 12 août 1633                   | René de Voyer de Paulmy d'Argenson |
| 1638                           | François Le Tonnelier de Conty (17 septembre 1584- 15 mai 1638) seigneur de Conty, du Mas et du Boulay-d’Achères conseiller au Grand Conseil le 12 avril 1612, secrétaire de la Chambre et du Cabinet du roi le 5 janvier 1624, maître des requêtes le 5 janvier 1633 |
| 1639                           | Guillaume Fremin des Couronnes seigneur des Couronnes |
| 1643 - 1647                    | Nicolas de Corberon ( -19 mai 1650) seigneur de Torvilliers lieutenant particulier au présidial de Troyes, conseiller à la cour souveraine de Nancy en 1634, avocat général au parlement de Metz en 1636, maître des Requêtes ordinaire de l'Hôtel du roi et Conseiller d'État en 1642, intendant de justice, police et finances des provinces de Limousin, Saintonge, Marche, Angoumois et pays d'Aunis |
| 3 mars 1648                    | Jacques de Chaulnes (1555-1648) seigneur de Guierville, Espinay, Longcormes et autres lieux. Il était marié à Anne Leclerc du Vivier, fille de Pierre Leclerc Du Vivier conseiller d'État, il était auparavant intendant d'Auvergne (1638-1644) et intendant de Picardie (1644-1646). |
| 1648                           | Étienne Foullé ( -1673) seigneur de Prunevaux. Il est le père Hyacinthe-Guillaume Foullé, seigneur de Martangis, ambassadeur au Danemark, le grand-père d'Étienne-Hyacinthe Guillaume Foullé, intendant de Berry et intendant à Alençon greffier des présentations du parlement de Paris le 17 juin 1624, conseiller au parlement de Paris le 14 mai 1632, premier président de la Cour des Aides de Guyenne le 22 août 1633, maître des requêtes le 5 août 1636, intendant à Montauban (1638-1641), intendant en Languedoc, et intendant à Moulins. Il est intendant des finances (1649-1658). Étienne Foullé est envoyé par Mazarin en janvier 1650 à Limoges pour y inspecter l'administration des trésoriers de France.       |
| 1649                           | Jacques Paget (1610-6 décembre 1695) seigneur de Villemomble,Vauciennes, et le Plessis-au-Bois président en la Cour de comptes de Montpellier en 1639, maître des Requêtes le 10 décembre 1643, puis intendant de Tours (1647-1648) et secrétaire du roi en 1655, doyen honoraire des maîtres des Requêtes |
| 1655                           | Jean Bochart de Champigny (7e du nom) ( -19 août 1691) seigneur de Champigny, et de Noroy petit-fils de Jean Bochart, neveu de François Bochart Saron de Champigny, intendant du Dauphiné et à Lyon, père de Jean Bochart de Champigny, 8e du nom, et de Guillaume Bochart de Champigny, évêque de Valence conseiller au parlement de Paris en 1638, maître des Requêtes le 19 mai 1645, intendant de Moulins et intendant de Limoges la même année (1655-1658), puis intendant de Tours (1658-1659), et intendant de Rouen (1660-1664). |
| 1658                           | Claude Pellot (1619-1683) chevalier, seigneur de Port-David et de Sandars conseiller au parlement de Rouen, entre 1641 et 1648, maître des Requêtes de l'hôtel du roi de 1653 à 1656, intendant de Grenoble en 1656, intendant de Poitiers et de Limoges en 1658 à 1662 auxquelles on ajoute Montauban jusqu'en 1664, intendant de Montauban et Bordeaux de 1664 à 1669, puis premier président du parlement de Rouen |
| 1664                           | Charles Le Jay de Tilly ( -1671) chevalier, baron de Tilly conseiller au Grand Conseil en 1638, maître des requêtes le 28 février 1642, intendant de justice, police et finance de Lorraine, Barrois, évêchés de Metz, Toul et Verdun en 1651, intendant de Tours en 1661, intendant en Guyenne en 1662, puis intendant à Limoges |
| 1665                           | Jacques Honoré Barentin chevalier, seigneur d’Ardivilliers, Maison-Celle, les Belles-Ruries, etc. conseiller au parlement de Paris en 1650, maître des Requêtes de l'Hôtel du roi en 1655, intendant de Poitiers et intendant de Limoges, il est ensuite président au Grand Conseil |
| 1667                           | Henri d'Aguesseau (1638-1716) conseiller au parlement de Metz en 1656, puis maître des Requêtes de l'Hôtel du roi en 1660, président du Grand Conseil en 1661, intendant de Bordeaux en 1669 et intendant de Languedoc en 1673, conseiller d'État en 1683, conseiller au conseil royal des finances en 1695, directeur du commerce et des économats, puis conseiller au conseil de régence |
| 1669                           | Nicolas Dorieu mort en poste en 1671 |
| 1671                           | Antoine Turgot de Saint-Clair nommé intendant à Limoges, mais il n'a pas accepté le poste |
| octobre 1671 - 1672            | Antoine de Ribeyre (1632-7 octobre 1712) chevalier, seigneur d'Ormes conseiller au parlement de Paris en 1657, maître des Requêtes de l'Hôtel du roi en 1667, intendant de Touraine (1672-1674), lieutenant civil au Châtelet (1674-1689), conseiller d'État ordinaire en 1683, intendant de Poitiers en 1689, conseiller d'État ordinaire en 1695, président du Grand Conseil, conseiller d'honneur au parlement |
| 1672                           | Henri de Nesmond de Saint-Disan ( -3 avril 1672) seigneur de Saint-Disan conseiller au Parlement de Paris en 1656, maître des Requêtes de l'Hôtel du roi en 1665 |
| 1672                           | Joseph Bidé de la Granville seigneur de la Granville conseiller au Grand Conseil en 1660, maître des Requêtes en 1671. Il est nommé en 1679 président à mortier au parlement de Rennes |
| 6 avril 1676 - octobre 1678    | Michel-André Jubert de Bouville (1645-1720) seigneur de Bouville avocat général à la cour des Aides, il est ensuite intendant à Moulins en octobre 1678, intendant à Alençon en 1683 puis revient intendant à Limoges en 1689 |
| octobre 1678 - 1681            | Louis Bazin de Bezons il a été ensuite intendant à Orléans (1681-1686), intendant à Lyon, puis intendant à Bordeaux |
| 1681                           | Pierre-Cardin Lebret (1640 - 25 février 1710) conseiller au Grand Conseil en 1668), maître des requêtes de l'Hôtel du roi en 1678, intendant en Dauphiné en 1683, à Lyon en 1686, intendant en Provence (1687-1704) et premier président du parlement d’Aix en 1690-1710) Épouse Marie Veydeau de Grandmont, fille de François Vedeau de Grandmont conseiller du roi en ses conseils et en sa cour en parlement |
| janvier 1683-mai 1684          | Mathias Poncet de La Rivière (1636 -20 août 1693) comte d'Ablis, seigneur de la Rivière et de Boussinghen, baron de Presle. Frère de Michel Poncet de la Rivière, évêque d'Uzès, père de Michel Poncet de la Rivière, évêque d'Angers conseiller au parlement de Paris le 30 août 1658, conseiller du roi en ses conseils d'État et privé, maître des requêtes ordinaire de son Hôtel en mars 1665, intendant de justice, police, finances et des troupes dans la Haute et Basse Alsace, pays du Suntgau, Brisgau, et terres adjacentes (1670-1673), puis intendant à Metz (juillet 1673-1674), intendant du Berry (août 1674-1682), il est nommé président du Grand Conseil le 11 septembre 1676, et termine intendant à Limoges |
| mai 1684-avril 1686            | Armand-Jacques de Gourgues (1643-4 mars 1726) marquis de Vayres et d'Aulnay en 1680 lieutenant général de la Sénéchaussée de Guyenne, il est maître des requêtes en 1679. Il est ensuite intendant à Caen (1686-1689), doyen des maîtres des requêtes |
| avril 1686-janvier 1689        | Michel Barberie de Saint-Contest ( -23 avril 1692) seigneur de Saint-Contest conseiller au parlement de Rouen, puis au parlement de Paris, maître des Requêtes par lettres du 12 avril 1665 |
| mars 1689-février 1694         | Michel-André Jubert de Bouville (1645-1720) pour la seconde fois |
| 1er janvier 1694-novembre 1702 | Louis de Bernage (3 mars 1663 - 25 novembre 1737) seigneur de Saint-Maurice et de Vaux il est intendant en Franche-Comté en 1704, intendant de Picardie en 1709, intendant de Languedoc en 1717, intendant à Montauban en 1725 |
| 1703 - 1708                    | Jean Rouillé de Fontaine (1672-1728) chevalier, seigneur de Fontaine-Guérin et de La Coste maître des requêtes en 1696, puis intendant-général des postes & messageries de France |
| 1709 - 1710                    | Guy Carré seigneur de Montgeron avocat général aux requêtes de l'Hôtel, conseiller au parlement de Paris, maître des requêtes en 1686, il a été intendant de Bourges |
| 1710                           | Marc-Antoine Bosc du Bouchet il est révoqué après huit mois d'exercice pour avoir appliqué brutalement les consignes du contrôleur général demandant de faire participer les riches à la subsistance des pauvres en année de famine |
| 21 décembre 1710 - 1715        | Charles Boucher d'Orsay (19 juin 1675-14 août 1730) seigneur d'Orsay capitaine au régiment des Gardes-Françaises, conseiller du roi, maître des Requêtes de l'Hôtel du roi, intendant de la généralité de Grenoble (1716-1724) |
| octobre 1715 - mars 1718       | Charles-Nicolas Le Clerc de Lesseville (4 mai 1679 - 16 février 1749) baron d'Authon il est ensuite intendant à Auch et de intendant de Tours |
| 8 mars 1718 - juillet 1723     | François Victor Le Tonnelier de Breteuil (7 avril 1686 - 7 janvier 1743) seigneur de Montgeron il est secrétaire d'État de la Guerre en 1723 |
| 20 janvier 1724 - 1730         | Pierre Pajot de Nozereau(31 janvier 1691 - 3 octobre 1772) il est ensuite intendant à Montauban en 1726 et intendant d'Orléans (1740-1747) |
| 1730 - 1743                    | Louis-Urbain-Aubert de Tourny (19 mai 1695 - 28 novembre 1760) chevalier, marquis de Tourny, baron de Nully, seigneur de Pressaigny, Laqueudaix, Thil et autres lieux il est ensuite intendant à Bordeaux |
| 1743 - novembre 1750           | Henri-Louis Barberie de Saint-Contest de la Chateigneraie (4 avril 1708 - 16 mars 1722) sieur de la Chateigneraye il est reçu conseiller au parlement de Paris le 16 juillet 1731, maître des Requêtes le 23 décembre 1735, il est ensuite intendant de Champagne en 1750 |
| 1750 - 1756                    | Jacques-Louis Chaumont de La Millière (24 août 1711 - 16 décembre 1756) chevalier, seigneur de Vallençay, Luçay et autres lieux reçu maître des Requêtes le 10 janvier 1744 |
| 1756 - 1761                    | Christophe Pajot de Marcheval (27 avril 1724 - 3 avril 1792) seigneur de Marcheval, Millançay, Nung et autres lieux maître des Requêtes de l'Hôtel du roi en 1749. Il est ensuite intendant de Grenoble (1761-1783) |
| 8 août 1761 - 1774             | Anne Robert Jacques Turgot (10 mai 1727 - 18 mars 1781) baron de l'Aulne il est contrôleur général des finances en 1774 |
| 1774 - novembre 1783           | Marius-Jean-Baptiste-Nicolas d'Aine (ou Daine) (28 décembre 1730 - 25 septembre 1804) chevalier, seigneur de Grandval conseiller au Grand Conseil en 1757, maître des Requêtes en 1757, il a été intendant de Pau et de Bayonne (1767-1774), il est intendant de Tours (1783-1790), puis il émigre en 1791 et revient à Paris en 1801 |
| 26 novembre 1783 - 1790        | Marie-Pierre-Charles Meulan d’Ablois (17 juin 1739 - 4 novembre 1814) il a été intendant de La Rochelle (1775-1781) et de intendant à Montauban (1781-1783) |